# Frank McAveety

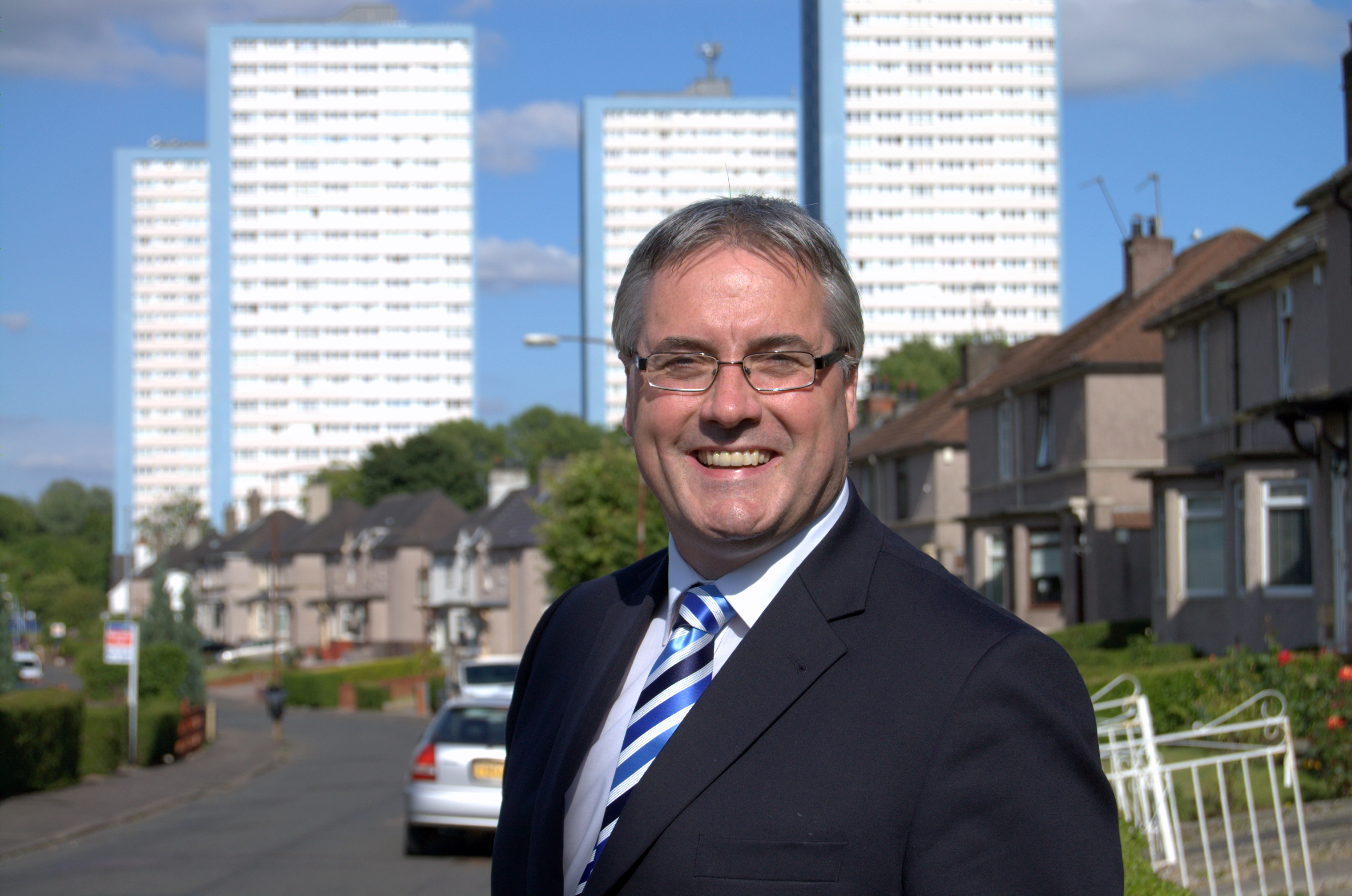
Frank McAveety

Frank McAveety (* 27. Juli 1962 in Glasgow) ist ein schottischer Politiker und Mitglied der Labour Party.

## Leben
McAveety besuchte die All Saints Secondary School in Glasgow und studierte anschließend an der Universität von Strathclyde. Er schloss als Master in Englisch und Geschichte ab. Dann besuchte McAveety das St Andrew's College of Education. Zwischen 1988 und 1999 war er Mitglied des Rates von Glasgow und saß diesem ab 1997 vor.

## Politischer Werdegang
Bei den Schottischen Parlamentswahlen 1999 kandidierte McAveety für den Wahlkreis Glasgow Shettleston und errang das Mandat mit deutlichem Vorsprung vor dem Kandidaten der SNP. In der Folge zog er in das neugeschaffene Schottische Parlament ein und wurde zum stellvertretenden Minister für Housing & Local Government ernannt. Nach dem Ableben von Donald Dewar und der folgenden Umstrukturierung des Kabinetts verlor McAveety diese Position. Zwischen November 2002 und April 2003 bekleidete er dann den Posten des stellvertretenden Ministers für Gesundheit und Fürsorge. Bei den Parlamentswahlen 2003 verteidigte McAveety sein Mandat. Im neugebildeten Kabinett war er bis Juni 2004 Minister für Tourismus, Kultur und Sport. Ein weiteres Mal konnte McAveety bei den Parlamentswahlen 2007 sein Mandat verteidigen, unterlag jedoch bei den folgenden Parlamentswahlen 2011 John Mason von der SNP und verlor damit seinen Parlamentssitz.
2004 erschien McAveety verspätet zu einer Fragerunde der Minister und entschuldigte sich mit der Begründung er sei in Ausübung seiner parlamentarischen Aufgaben bei einem Termin aufgehalten worden. Anwesende Journalisten publizierten später sie hätten den Minister zu dieser Zeit in der Parlamentskantine beim Essen gesehen. McAveety bestätigte dies und entschuldigte sich bei Jack McConnell, dem Ersten Minister, dass er dem Parlament unabsichtlich falsche Informationen gegeben hätte. Für sein Verhalten wurde er daraufhin gerügt. Die Affäre wurde in den Medien als piegate oder porky pie-gate bezeichnet. In der Folge verlor McAveety seinen Ministerposten.
Im Jahre 2010 bekam McAveety erneut negative Presse, da er Bemerkungen über die Attraktivität einer Frau auf den Besucherrängen des Parlaments machte. Da sein Mikrophon nicht abgeschaltet war, waren seine Worte allgemein hörbar. Als Folge entschuldigte er sich und trat freiwillig als Vorsitzender des Petitionsausschusses zurück.